# Chenaran (Verwaltungsbezirk)
Chenaran (persisch شهرستان چناران) ist ein Schahrestan in der Provinz Razavi-Chorasan im Iran. Er enthält die Stadt Chenaran, welche die Hauptstadt des Verwaltungsbezirks ist.

## Kreise
- Zentral (بخش مرکزی)
- Golbadschar (بخش گلبهار)

## Demografie
Bei der Volkszählung 2016 betrug die Einwohnerzahl des Schahrestan 155.013. Die Alphabetisierung lag bei 88 Prozent der Bevölkerung. Knapp 64 Prozent der Bevölkerung lebten in urbanen Regionen.
| Zensusjahr | Einwohnerzahl |
| ---------- | ------------- |
| 2011       | 125.601       |
| 2016       | 155.013       |